# 秋山真男
秋山真男（日语：／ Akiyama Masao，1945年—2023年2月25日），是一名已退役日本男子羽球運動員。
秋山真男在1965年贏得他的第一個全日本綜合羽球錦標賽冠軍頭銜（男子單打）。一年後，他獲得全英羽球錦標賽男子單打亞軍，並在亞運會獲得銅牌。他從1967年到1969年連續贏得三次全日本男子雙打冠軍，然後在1972年贏得最後一次男子雙打冠軍。